# Ulidia atrata
Ulidia atrata är en tvåvingeart som beskrevs av Friedrich Hermann Loew 1868. Ulidia atrata ingår i släktet Ulidia och familjen fläckflugor.
Artens utbredningsområde är Grekland. Inga underarter finns listade i Catalogue of Life.